# Friedrich Hegar

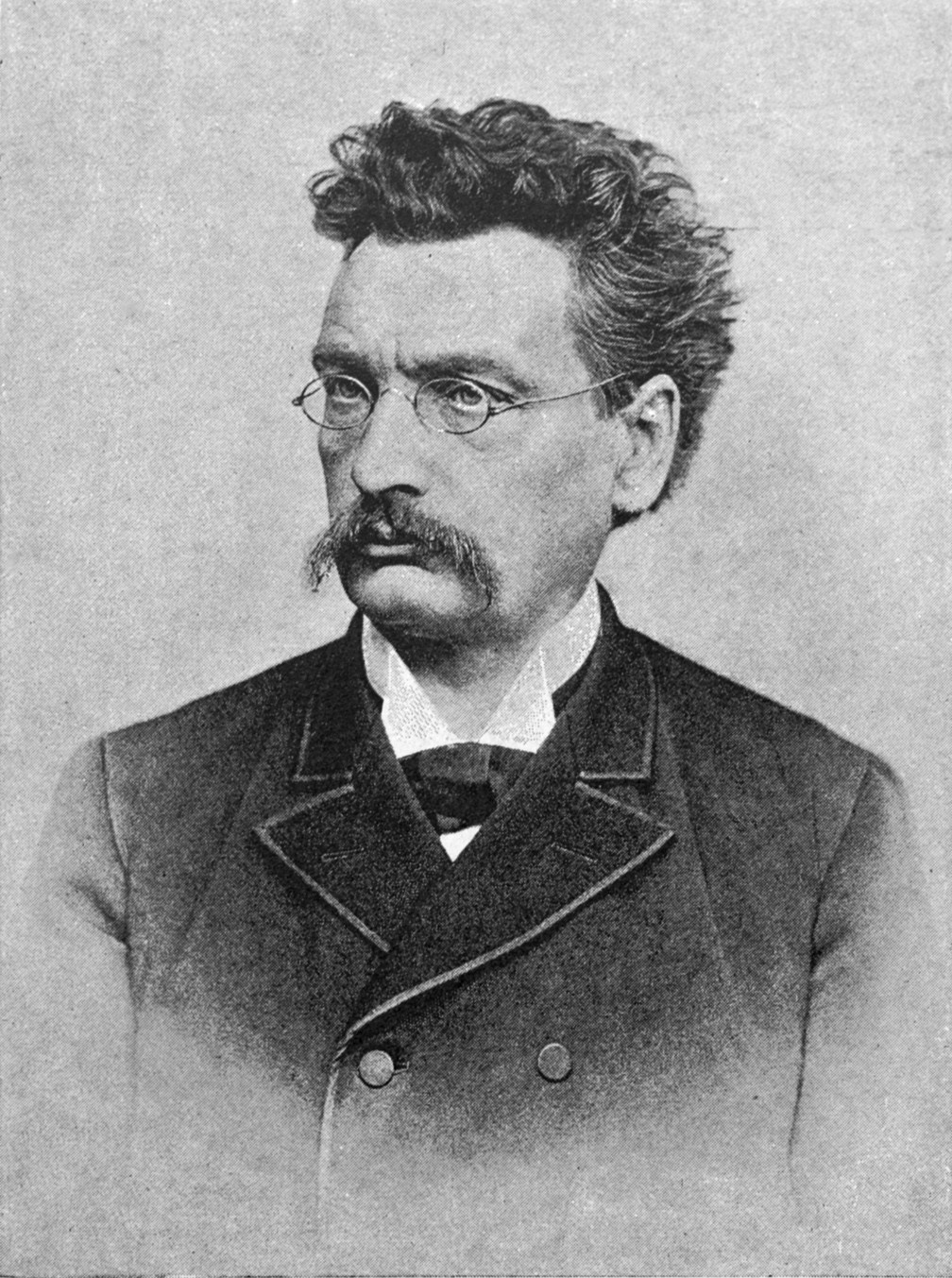
Friedrich Hegar

Friedrich Hegar (* 11. Oktober 1841 in Basel; † 2. Juni 1927 in Zürich) war ein Schweizer Komponist, Dirigent, Musikpädagoge und Geiger.

## Leben

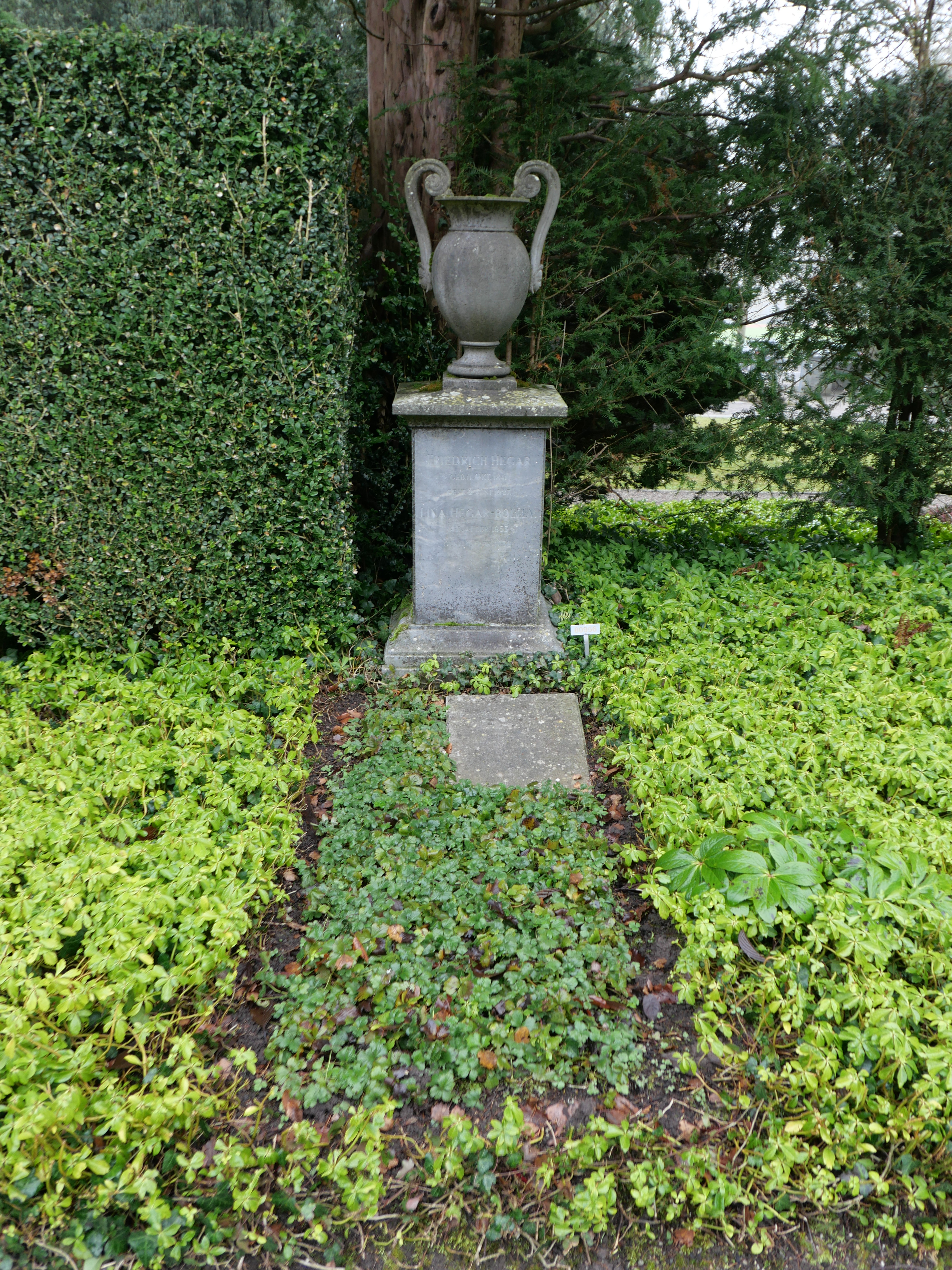
Hegars Grab auf dem Friedhof Fluntern.

Friedrich wurde als ältester von fünf Söhnen in die Musikerfamilie des in Darmstadt geborenen Musiklehrers Ernst Friedrich Hegar geboren, der in Basel auch als Klavierhändler tätig war. Er erhielt seine erste musikalische Ausbildung in den Fächern Violine, Musiktheorie und Komposition. Ende der 1850er Jahre nahm er ein Studium der Komposition am Leipziger Konservatorium bei Julius Rietz auf.
Er selbst berichtet seinem Freund und Berufskollegen August Glück, dass er schon als 12-Jähriger im elterlichen Haus wöchentlich Mitglied im Quartett war, das „leichtere Werke von Haydn und Mozart einübte. Den ersten Klavierunterricht ertheilten mir die Eltern. Im Violinspiel unterrichtete mich Konzertmeister Höfl [(* 1806)] und in der Theorie und Komposition der Organist Rudolph Löw.“ Als Schulabgänger verbrachte der Junge ein Jahr am Neuenburgersee, danach wurde er von seinem Vater an das Conservatorium der Musik in Leipzig gesandt, wo er von Ferdinand David und Moritz Hauptmann unterrichtet wurde.
Nach Abschluss seines Studiums im Jahre 1860 war er als Dirigent in Warschau tätig. Ein Jahr später wechselte er ins elsässische Gebweiler, wo er unter Julius Stockhausen stellvertretender Kapellmeister wurde. Im Jahr 1863 wurde er in Zürich Kapellmeister des dortigen Orchestervereins, des späteren Tonhallevereins. Dies geschah auf Veranlassung Theodor Kirchners, mit dem ihn eine langjährige Freundschaft verbinden sollte. Diese Stellung hatte er bis 1903 inne. Ab 1865 leitete er ausserdem den Gemischten Chor Zürich und war darüber hinaus Kapellmeister am Theater Zürich. Nebenher engagierte er sich in der Allgemeinen Musik-Gesellschaft (AMG). Bis 1914 leitete Friedrich Hegar das Konservatorium Zürich, dessen Gründung auf seine Initiative zurückging. Er verstarb 1927 in Zürich und fand seine letzte Ruhestätte auf dem Friedhof Fluntern. In dem Grab wurde auch seine zweite Ehefrau Karoline «Lina» Julie, geb. Bolley (1853–1938), bestattet.
Hegar hatte in der zweiten Hälfte des 19. Jahrhunderts sowie zu Beginn des 20. Jahrhunderts einen prägenden Einfluss auf die Musikentwicklung in Zürich und der Schweiz. Als Dirigent des Tonhallenvereins führte er dessen Orchester zu internationalem Ansehen. Als Direktor des Zürcher Konservatoriums war er ständig bestrebt, die Ausbildung junger Musiker zu verbessern. Zu seinen Schülern gehörten unter anderem die späteren Komponisten Othmar Schoeck und Fritz Stüssi. Als Chorleiter wirkte er an der Entwicklung des Männergesangs und gilt als Begründer der Männerchorballade. Sein kompositorisches Schaffen umfasst hauptsächlich Lieder, Chöre sowie Instrumentalkompositionen. Unter seiner Ägide fanden mehrere Zürcher Musikfeste und 1900 das erste Schweizerische Tonkünstlerfest statt.
Friedrich Hegar wurde mehrfach geehrt. So verlieh ihm die Universität Zürich 1889 die Ehrendoktorwürde. Im Jahre 1917 wurde er Mitglied der Akademie der Künste in Berlin.
Sein Sohn war der Cellist Johannes Hegar, sein Bruder der Cellist Emil Hegar, sein Neffe der Opernsänger Peter Hegar.

## Werke (Auswahl)

### Werke mit Opuszahl
- Drei Klavierstücke op. 1; Hug, Zürich 1869 (I Scherzo, II Romanze, III Alla Zingara), OCLC 610848226
- Hymne an die Musik op. 2 für gemischten Chor und Orchester, Ferdinand David gewidmet, Text: Hélène d’Orléans. Johann André, Offenbach um 1873 OCLC 1009335414 (Digitalisat bei Google Books) Incipit: „Wer einsam steht im bunten Lebenskreise“
- Konzert für Violine und Orchester in D-Dur op. 3, Johann André, Offenbach, 1873 OCLC 3 916179397  I Allegro ma non troppo (attacca) II Intermezzo. Andante con moto III Allegro ma non troppo (Digitalisat der Partitur und des Klavierauszugs beim IMSLP)
- Morgen im Wald für Männerchor op. 4, Text: Fritz Rohrer (1848–1926). Hug, Zürich 1897, OCLC 165681888  (Digitalisat der Partitur und Stimmen beim IMSLP) Französische Fassung: Le réveil de la forêt, Text: Joseph Bovet. Hug, Zürich 1897, OCLC 716214629
- Das Abendmahl, geistliches Sonett von Theodor Körner für vierstimmigen Männerchor und Bariton-Solo op. 5, Johann André, um 1873 OCLC 890728589
- Sonate für Violine und Klavier op. 6, 1859. (Digitalisat eines Manuskripts der Partitur beim IMSLP) I Allegro molto, II Andante con moto, III Allegro vivace. Das Werk entstand während seines Kompositionsstudiums am Leipziger Konservatorium bei Julius Riestz. Eingespielt wurde es vom Geiger Robert Zimansky (* 1948) und dem Pianisten Boris Mersson auf der Doppel-CD Sonaten für Violine und Klavier in der Reihe Schweizer Komponisten unserer Zeit beim Label Doron Music, erschienen am 27. November 2006.
- Vier Lieder für Mezzosopran oder Bariton mit Begleitung des Pianoforte op. 7. Johann André, Offenbach 1875, OCLC 498442131. I Der welke Kranz, Text: Wilhelm Hertz; II Meine Freude war die Rose, Text: Heinrich Hoffmann von Fallersleben; III Göthe Siciliana, Text: Friedrich Rückert.
- Drei Gedichte für Männerchor op. 8. Johann André, Offenbach 1874, OCLC 1011587561 (Digitalisat bei Google Books) I Nebeltag,  Text: Hermann Lingg; II Reutti im Winkel, Text: Joseph Victor von Scheffel; III Bundeslied, Text: Theodor Körner.
- Die beiden Särge für Männerchor op. 9. Text: Justinus Kerner. Hug, Leipzig/Zürich 1876, OCLC 611538300.
- Drei Gesänge für Tenor oder Sopran mit Begleitung des Pianoforte Op. 10, Rieter-Biedermann, Leipzig, 1878 OCLC 610850995. I Aussöhnung, Incipit: „Die Leidenschaft bringt Leiden“, Text: Johann Wolfgang von Goethe; Fassung für Alt und Orchester, Rieter-Biedermann, Leipzig, OCLC 637414066; II Die Stille. Incipit: „Wie der Mond im Silberschimmer feiernd durch die Lüfte schwebt“, Text: Friedrich von Heyden; III Herzens-Frühling. Incipit: „Tu dich auf in deinen Tiefen ...“ Text:  Felix Dahn.
- In den Alpen für Männerchor op. 11, Text: Joseph Victor von Scheffel, Hug, Zürich, 1891 OCLC 1283680939 OCLC 487281023 Incipit: „Heia, das Schneegebirg haʹn wir erklommen“ (Digitalisat von Stimmaterial und Partitur beim IMSLP) Fassung für gemischten Chor, C.Glaser, Leipzig, Französische Fassung: Les chanteurs alpins, Text: Joseph Bovet
- Drei Gesänge für gemischten Chor op. 12 OCLC 610847894 I Abendlied an die Natur, Text:  Gottfried Keller II Liederfrühling Text: Heinrich Leuthold III Der Daxelhofen Text: Conrad Ferdinand Meyer
- Waldlied für Männerchor op. 13, Text: Otto Haggenmacher, Hug, Leipzig und Zürich, 1891 OCLC 1283680939 (Gemeinfreie Noten von Friedrich Hegar: Waldlied op. 13 in der Choral Public Domain Library – ChoralWiki (englisch))  (Digitalisat von Stimmaterial und Partitur beim IMSLP) Incipit: „Grünt der Lenz auf Flur und Halde“
- Walzer für Violine mit Begleitung des Pianoforte op. 14  Heft 1 mit Walzer Nr. 1 bis 3 und Heft 2 mit Walzer Nr 4 bis 6, N. Simrock, Berlin, 1883 OCLC 498442320  (Digitalisat von Stimmaterial und Partitur beim IMSLP)
- Rudolf von Werdenberg, Ballade für Männerchor op. 15, Text: Fritz Rohrer, dem Liederkranz Stuttgart gewidmet, Gebrüder Hug & Co, Leipzig, 1884 OCLC 611597590 (Digitalisat von Stimmaterial und Partitur beim IMSLP) Incipit: „Ein Grafenschloss steht trotzig auf stolzer Bergershöh’“
- Manasse für Solostimmen, Chor und Orchester op. 16, dramatisches Gedicht in 3 Szenen von Joseph Victor Widmann, um 1890 OCLC 20727489 (Digitalisat der Partitur beim IMSLP)
- Todtenvolk. Ballade von Joseph Victor Widmann für Männerchor Op. 17, Karl Attenhofer gewidmet, um 1880 OCLC 179933690 Englische Fassung: The Phantom Host. Französische Fassung: Les revenants de Tydal, Text: Henri Warnéry.
- Schlafwandel für Männerchor op.18 Text: Gottfried Keller, Hug, Leipzig und Zürich, um 1885 OCLC 610848509 Eingespielt vom Berner Männerchor unter der Leitung von Otto Kreis beim Label Polydor in den 1920er Jahren. OCLC 1271025506 Französische Fassung: Marche dans le désert. Text: Henri Warnery OCLC 1283358808 Englische Fassungen. The desert March, Text: Rev. Canon Gordon und The army in the desert, Text. E. Buek, Schirmer, New York, 1889 OCLC 638561455
- Fünf Lieder für eine Singstimme mit Pianofortebegleitung op. 19 I Nacht, Text: Heinrich Leuthold, Musikbeilage der Neuen Musikzeitung, Nr. 23, Grüninger, Leipzig und Stuttgart, 1892 OCLC 1074440997 (Digitalisat der Partitur beim IMSLP) Incipit: „Der Westwind streichelt die Locken strauchelnder Bäume“ II „Ist es wohl der Geist der Liebe“  III „Wie sie ruht die müde Welt“, Text: Albert Schneider OCLC 935904363 IV II Was kümmert mich die Nachtigall, Text: Gottfried August Bürger V Stiller Augenblick, Text: Gottfried Keller OCLC 1283172947[3]
- Hymne an den Gesang für Männerchor op. 20, Text: Leonhard Steiner, Hug, Leipzig und Zürich, 1890 OCLC 165681866 (Digitalisat der Partitur beim IMSLP) Incipit: „O Gesang ! Schwellender Tonfluth Hoch aufbrausendes Meer“
- Zwei Gesänge für Männerchor op. 21, Hug, Leipzig und Zürich, um 1890 OCLC 1283597667 I Trotz, Text: Karl Weitbrecht II Der Daxelhofen, Text: Conrad Ferdinan Meyer
- Weihe des Liedes für Männerchor op. 22, der Liederhalle Karlsruhe gewidmet, Text: Fritz Rohrer, Hug, Leipzig, 1893 OCLC 66429803 (Digitalisat der Partitur beim IMSLP) Incipit: „Aus jungen Fluren zu des Berges Höh’“
- Gewitternacht für Männerchor op. 23 Text: Eduard Zürcher, Gebrüder Hug, Leipzig und Zürich, 1895 OCLC 82892561 Französische Fassung: Nuit d’orage : Op. 23, Hug Frères & Cie, Leipzig und Zürich, 1899 OCLC 80682599
- Die Trompete von Gravelotte, Ballade für Männerchor op. 24, Text: Ferdinand Freiligrath, Gebrüder Hug, Leipzig und Zürich, 1896 OCLC 82001863
- Festouvertüre für großes Orchester op. 25, Hug, Leipzig und Zürich, 1895 OCLC 20108564 Zur Einweihung der Tonhalle in Zürich 1895 komponiert.
- Vier Lieder für hohe Stimme op. 26, Hug, Leipzig, 1897 OCLC 610851167 (Digitalisat der Partitur beim IMSLP) I Vorübergeh'n, Text: Konrad Siebel Incipit: „Ich sah die Leiden am Thore steh’n“ II „Ständchen“ Text: Adolf Frey Incipit: „Der Abendhauch strömt kühl und rein“ III „Schöner Ort“ Text: Adolf Frey Incipit: „Auf der Höhe, wo Ahorne weite Zweige schattend breiten“ IV „An deinem treuen Herzen“ Text: Richard Leander
- Die Blütenfee, Ballade für Männerchor op. 27 Text: Carl Spitteler, Hug, Leipzig, 1898 OCLC 610849692 Incipit: „Maien auf den Bäumen, Sträußchen in dem Hag“* Kaiser Karl in der Johannisnacht für Männerchor op. 28 Text: Fritz Rohrer, Gebrüder Hug & Co., Leipzig und Zürich, 1898 OCLC 731640640
- Vier Gesänge für Männerchor op. 29, Gebrüder Hug & Co., Leipzig und Zürich, 1898 OCLC 610850269 I Der fahrende Scolar, Text:  Fritz Rohrer II  Nachtlied, Text: Ludwig Pfau III Ein geistlich Abendlied, Text: Gottfried Kinkel IV Der Kleine, Text: Ludwig Pfau
- Walpurga, Ballade für Männerchor op. 30 Text: Carl Spitteler, Leipzig, Zürich, Hug, 1899 OCLC 890733070 Englische Fassung. Text: Rev.  Canon Gordon, Novello, London, 1899 OCLC 1233298703
- Drei Lieder, Op. 31 für vierstimmigen Frauenchor oder vier Einzelstimmen mit Klavierbegleitung ad libitum, Gebrüder Hug, Leipzig und Zürich 1901 OCLC 780759845 I Pfingstlied, Text: Friedrich Rohrer II Morgen, Text: Eduard Zürcher III Abend, Text: Eduard Zürcher
- Königin Bertha, Ballade für Männerchor op. 32, Text: Friedrich Rohrer, Gebrüder Hug & Co, Leipzig und Zürich, 1902 OCLC 83479574
- Das Märchen vom Mummelsee für Männerchor op. 33 Text: August Schnezler, verlegt bei Hug, Leipzig und Zürich, 1903 OCLC 1283622304
- Ahasvers Erwachen, Kantate für Baryton Solo, gemischten Chor und Orchester op. 34, Text: Adolf Frey, Hug, Leipzig und Zürich, 1904 OCLC 1283649643 Englische Fassung: The Wandering Jew’s Awakening, Text: Paul England, Novello, London und New York, 1904 OCLC 1253921952
- Um Mitternacht op. 35 Nr. 1 für Männerchor, Text: Eduard Mörike, Gebrüder Hug & Co, Leipzig und Zürich, 1907 OCLC 79358422
- Schön Rotraut op. 35 Nr. 2 für Männerchor, Text: Eduard Mörike, Hug, Leipzig, 1907 OCLC 610848338
- Jung Volker op. 35 Nr. 3  für Männerchor, Text: Eduard Mörike, Hug, Leipzig, 1907 OCLC 888356165 Stundenchor am Eidgenössischen Sängerfest 1905 in Zürich.
- Das Herz von Douglas, Ballade für Tenor- und Bariton-Solo, Männerchor und Orchester. Op. 36 Text: Moritz von Strachwitz, Leuckart, Leipzig, 1905 OCLC 23761525
- Frühlingslied für Männerchor op. 37 Nr.1, Text: Margarethe Sussmann,  Leuckart, Leipzig, 1906 OCLC 731639266 Incipit: „Vor jedem Haus, an jedem Tor“
- Des Geigers Heimkehr für Männerchor op. 38, Text: Ludwig Pfau, Leuckart, Leipzig, 1909 OCLC 1283682613 Incipit: „Der Geiger lehnt am Lindenbaum.“ Französische Fassung: „Le retour du violoneux“, Text: Joseph Bovet, Fœtisch Frères S.A., Lausanne, 1927, Rouart, Lerolle et C.ie, Paris, 1927 OCLC 844342297
- Zwei Gesänge für Männerchor op. 39, Text: Heinrich Leuthold I Heimweh. Incipit: „Mit kosenden Frühlingswinden“ OCLC 883146584 (Digitalisat der Partitur beim IMSLP) II Abend für Männerchor Incipit: „Es dämmert schon“ Leuckart, Leipzig, 1909 OCLC 1283517165
- Heldenzeit für Männerchor und Orchester op. 40 Text: Adolf Frey OCLC 730565804
- 1813: Wir seufzten sieben Jahr entrechtet für Männerchor op. 41, Text: Adolf Frey, Bote & Bock, Wiesbaden, 1913 OCLC 487281133
- Festanstellung zur Zürcher Hochschulweihe 1914 für Soli, Männerchor und grosses Orchester op. 42, Text: Adolf Frey, Hug, Zürich, 1914 OCLC 610847863
- Siegesfroher Preisgesang op. 43a, Text Arnold Mayer, Peters,  Leipzig, op. 43 OCLC 638442124
- Die wilde Rose für Männerchor, op. 43b, Text: Arnold Mayer, Peters, Leipzig, 1913 OCLC 890722928
- Konzert für Violoncello und Orchester in c-Moll op. 44, Hug, Leipzig, 1911 OCLC 730565804 (Digitalisat der Partitur beim IMSLP)
- Ballade für Violine und Orchester op. 45, N. Simrock, 1922 OCLC 20539949 (Digitalisat der Sibley Music Library der Eastman School of Music der University of Rochester)
- Streichquartett in fis-Moll op. 46, N. Simrock, Berlin, 1920 OCLC 18288069 (Digitalisat der Sibley Music Library der Eastman School of Music der University of Rochester)
- Kloster Murbach für Männerchor op. 47, Text: Emanuel Probst, Leipzig, Zürich, 1922 OCLC 1270167057
- Vater unser für gemischten Chor und Orgel op. 48, Hug, Leipzig und Zürich, 1922 OCLC 884769548

### Werke ohne Opuszahl
- Die Dämm’rung sinkt aufs Schweizerland für gemischten Chor a cappella, Text: Albert Schneider, 1880 OCLC 886093183
- Hymne an die Freundschaft für eine Tenor- oder Bariton-Stimme mit Klavierbegleitung, Text: Friedrich Hegar; Röder, Leipzig 1923 OCLC 1283626098
- „Muttersprache“, Volkslied, für Männerchor, Text: Max von Schenkendorf, Hug, Leipzig/Zürich 1904 OCLC 610848192
- „Ihr lieben Vögelein“, Volkslied, Text: Otto von Redwitz.
- In den Alpen für Männerchor, Edition Eres, 1895 OCLC 724445170
- ’s Vreneli ab em Guggisberg, Schweizer Volkslied, Text: Michel Roulin.
- Weihe des Liedes, Text: Fritz Rohrer OCLC 1198364917